# Domenico Palazzotto
Domenico Palazzotto (Palermo, 1894 – Basso Piave, 2 luglio 1918) è stato un militare italiano.

## Biografia
Nacque a Palermo dall'architetto Francesco Paolo Palazzotto (Palermo, 1849-1915) e da Maria Concetta Follina; suoi fratelli furono l'architetto Emanuele Palazzotto jr. (1886-1963) e Giovan Battista Palazzotto jr. (1896-??), medaglia di bronzo al valor militare in seguito a combattimento sul Monte Spill nel 1916 durante la prima guerra mondiale. Suo zio era Pietro Palazzotto, eroe al seguito di Giuseppe Garibaldi e morto sul Volturno nel 1860.
Dopo aver studiato a partire dai dieci anni, insieme al fratello Giovanni, presso il Collegio Pennisi dei padri Gesuiti di Acireale, dove ricevette il "premio unico" del Collegio, entrò nell'orbita del Giornalino della Domenica.
Conclusi gli studi presso il Liceo Classico a Palermo, intraprese i corsi universitari di ingegneria,
seguendo la tradizione di famiglia a partire dal nonno Emmanuele Palazzotto (1798-1872), ma lo scoppio della prima guerra mondiale lo richiamò al fronte, prima come allievo ufficiale a Piacenza nel luglio del 1915 e poi a Modena, da cui parti come sottotenente nel Primo Reggimento Granatieri di Sardegna, data la sua notevole altezza, nel febbraio del 1916.
Nelle prime azioni sull'altopiano di Asiago nel maggio del 1916 fu ferito ad una gamba e fu mandato all'Ospedale di Palermo dove rimase per lunghi mesi. In seguito alle ferite nel settembre 1917 fu dichiarato inabile e rimase di stanza a Tivoli. Insofferente dell'inattività, dopo numerose suppliche al generale Pennella venne inviato al fronte nuovamente il 17 novembre 1917 con l'incarico più riparato di aiutante maggiore che rifiutò e, dopo un corso speciale a Treviso, risultato tra i primi, fu nominato ufficiale di collegamento.
Il 26 giugno 1918 raggiunse con la Brigata Granatieri il fronte lungo il corso finale del Piave, dove gli austriaci occupavano dal novembre precedente entrambe le sponde della zona del delta minacciando Venezia. Fra il 1º e il 6 luglio partecipò alla cosiddetta "battaglia dei due Piave" (il Piave appunto e la Piave Vecchia), ma il 2 luglio venne ferito a morte da una bomba a mano lanciata da un prigioniero ungherese che lui stesso aveva risparmiato in precedenza.
Per questa azione, "a ricordo della leggendaria eroica difesa di Venezia sul Piave del luglio 1918, che lasciò il solco profondo di una gloria immortale", il Comune di Venezia nel 1920 lo inserì tra gli ufficiali che vennero decorati alla memoria con una medaglia d'oro con l'effigie del Leone di San Marco.
Fu sepolto con una tomba monumentale in marmo e bronzo nel cimitero di Gaggio (Venezia), realizzata dai suoi commilitoni Granatieri e poi smontata con l'abolizione di quel camposanto
. Fu, quindi, sepolto nella tomba di famiglia presso il cimitero di Santa Maria di Gesù di Palermo.
Fu decorato con medaglia d'argento al valor militare e il gagliardetto dell'Associazione Nazionale Granatieri di Palermo è intitolato al suo nome. La motivazione sottolinea il suo gesto eroico e l'attacco subito alle spalle.
Il suo nome compare nella lapide commemorativa presente presso i locali della Facoltà di Ingegneria di Palermo

## Onorificenze
Avuto l’ordine d’attacco, primo fra tutti ove più ferveva il pericolo, sotto il fuoco incessante di mitragliatrici ed artiglieria nemica, trasfuse energia ed il suo grande entusiasmo nei propri dipendenti.
Avvertito che in un punto il nemico ostacolava violentemente l’avanzata dei reparti laterali, vi accorreva e sotto il fuoco intenso, sprezzante di ogni pericolo, si spingeva audacemente avanti, per vincere la resistenza avversaria, gridando parole vibranti di entusiasmo, e trascinando con l’esempio i suoi Granatieri, travolgeva l’avversario, catturando armi e facendo prigionieri.
Mentre si scagliava contro una mitragliatrice nemica, fu gravemente ferito alle spalle da una bomba lanciatagli slealmente da un prigioniero.
Soccorso non curante delle atroci sofferenza, aveva ancora parole d’incitamento, che destavano l’ammirazione dei suoi uomini, del suo valore.